# Toronto Raptors 2004-2005
La stagione 2004-05 dei Toronto Raptors fu la 10ª nella NBA per la franchigia.
I Toronto Raptors arrivarono quarti nella Atlantic Division della Eastern Conference con un record di 33-49, non qualificandosi per i play-off.

## Roster
| N° | Naz.                   | Ruolo | Sportivo         | Anno | Alt. | Peso |
| -- | ---------------------- | ----- | ---------------- | ---- | ---- | ---- |
| 1  | Stati Uniti (bandiera) | G     | Omar Cook        | 1982 | 185  | 86   |
| 3  | Stati Uniti (bandiera) | AC    | Loren Woods      | 1978 | 216  | 111  |
| 4  | Stati Uniti (bandiera) | AC    | Chris Bosh       | 1984 | 208  | 103  |
| 5  | Stati Uniti (bandiera) | GA    | Jalen Rose       | 1973 | 203  | 95   |
| 6  | Francia (bandiera)     | A     | Jérôme Moïso     | 1978 | 208  | 107  |
| 9  | Senegal (bandiera)     | A     | Pape Sow         | 1981 | 208  | 113  |
| 10 | Belize (bandiera)      | G     | Milt Palacio     | 1978 | 191  | 88   |
| 11 | Stati Uniti (bandiera) | G     | Rafer Alston     | 1976 | 188  | 78   |
| 15 | Stati Uniti (bandiera) | GA    | Vince Carter     | 1977 | 201  | 98   |
| 16 | Stati Uniti (bandiera) | A     | Matt Bonner      | 1980 | 208  | 109  |
| 17 | Stati Uniti (bandiera) | A     | Eric Williams    | 1972 | 203  | 100  |
| 21 | Stati Uniti (bandiera) | A     | Lamond Murray    | 1973 | 201  | 107  |
| 24 | Stati Uniti (bandiera) | A     | Morris Peterson  | 1977 | 201  | 99   |
| 34 | Stati Uniti (bandiera) | AC    | Aaron Williams   | 1971 | 206  | 100  |
| 42 | Stati Uniti (bandiera) | A     | Donyell Marshall | 1973 | 206  | 99   |
| 55 | Brasile (bandiera)     | C     | Rafael Araújo    | 1980 | 211  | 127  |

## Staff tecnico
- Allenatore: Sam Mitchell
- Vice-allenatori: Alex English, Jim Todd, Jay Triano